# Ferdo Vrbančić
Ferdo Vrbančić (pseudonim Ferid Maglajlić), (Petrovaradin, 1873. - ?) bio je hrvatski i bosanskohercegovački pripovjedač. Osnovnu i Građansku školu završio je u Ogulinu, a gimnaziju u Zagrebu. Visoku komercijalnu akademiju s uspjehom je okončao u Beču. Bio je profesor i ravnatelj Trgovačke škole u Travniku.

## Djela
- Iz starog vilajeta (pripovijesti, 1909.)
- Povijesni roman Izdisaji slobode - u rukopisu.